# Indépendance de l'Amérique centrale

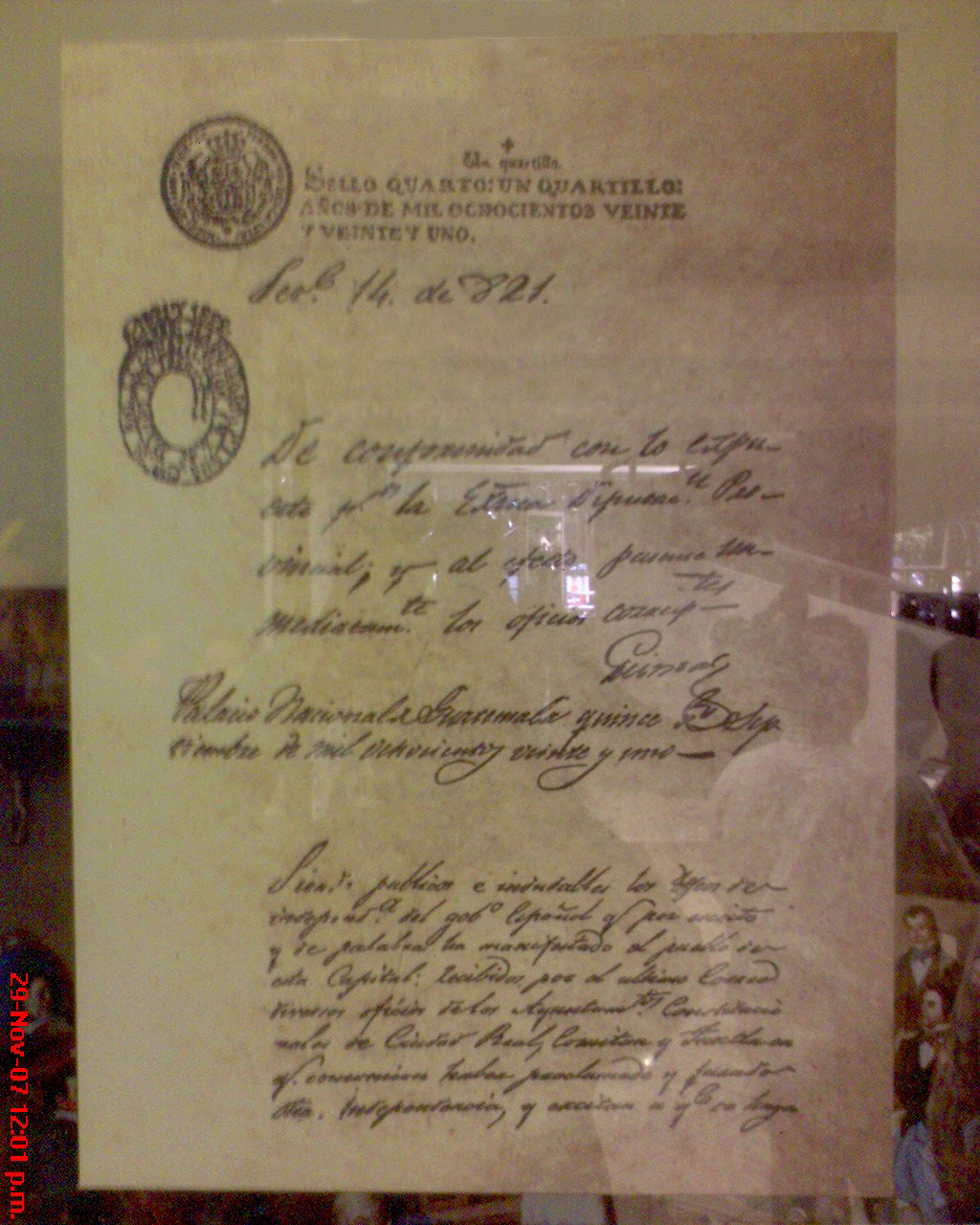
Original de l'Acte d'indépendance

L'Indépendance de l’Amérique centrale a été proclamée le 15 septembre 1821 par le Conseil provincial de la province du Guatemala. Le document connu sous le nom d’Acte d’indépendance prend acte de la séparation de la monarchie espagnole, tout en invitant en même temps les autres provinces de l’ancien Royaume du Guatemala d’envoyer des députés à un congrès pour décider en 1822 si oui ou non l’indépendance absolue était confirmée.

## Contexte
Au tournant du XIXe siècle, il est devenu évident que plusieurs identités régionales s’étaient formées en Amérique centrale, bien que l’autonomie que détenait chacune de ces régions était plus ou moins perceptible. Finalement, les divisions entraîneraient la domination de la ville de Guatemala et plus largement de sa région, siège de la capitainerie générale. Les autres régions, Comayagua (Honduras moderne), Nicaragua, San Salvador (El Salvador moderne) et Costa Rica, étaient moins prospères, mais chacune avait des degrés variables de loyauté envers la couronne espagnole. La combinaison des révolutions américaine et française, le contrôle des Espagnols péninsulaires sur l’Amérique centrale et la position de la métropole dans la guerre d’Espagne ouvrirent la voie à des mouvements d’indépendance.
Les événements de la guerre d’Espagne, en particulier la destitution de Ferdinand VII du trône d’Espagne, ont inspiré et facilité une série de révoltes au Salvador et au Nicaragua, visant à gagner une plus grande autonomie politique. Bien que rapidement réprimés, ces soulèvements faisaient partie du bouleversement politique général dans le monde espagnol qui a conduit à la Constitution espagnole de 1812. Entre 1810 et 1814, la capitainerie générale du Guatemala élit sept représentants aux nouvelles Cortes de Cadix et forme des conseils provinciaux élus localement.
Cependant, peu de temps après son retour au pouvoir en 1814, Ferdinand répudia la constitution de 1812, dissout les Cortes et supprima le libéralisme dans l’Espagne péninsulaire, ce qui provoqua de nouveaux troubles dans les Amériques espagnoles. La brève restauration de la constitution au cours de la Triennat libéral qui a commencé en 1820 a permis aux provinces d’Amérique centrale de rétablir leurs conseils élus, qui sont ensuite devenus des points focaux pour les sentiments constitutionnalistes et séparatistes. En 1821, le conseil provincial du Guatemala commença à discuter ouvertement d’une déclaration d’indépendance vis-à-vis de l’Espagne.

## Antécédents
- Le 5 novembre 1811, une conspiration éclate dans la province de San Salvador (qui couvre la majeure partie de l’actuel Salvador) menée par les prêtres José Matías Delgado et Nicolás Aguilar y Bustamante (es) ainsi que Juan Manuel Rodríguez et Manuel José Arce. Leur plan était de saisir quelques armes qui existaient dans la casemate de San Salvador et deux cent mille pesos déposés dans les coffres royaux, ce qui, selon eux, était suffisant pour lancer le cri pour la liberté[5]. Une partie du plan a été exécutée en déposant le maire mais les révolutionnaires n’ont pas réussi à convaincre les autres municipalités du Salvador. Le 3 décembre l’ordre a été rétabli et une amnistie a été accordée aux personnes impliquées dans le mouvement.
- Le 21 décembre 1813, José de Bustamante y Guerra, gouverneur de la Capitainerie neutralise la conjuration dite du couvent de Bélen. La plupart des personnes impliquées dans le complot ont été arrêtées et condamnées, certaines à la pendaison et d’autres à la prison, mais grâce aux efforts de personnes influentes, ces peines n’ont pas été appliquées.
- Le 24 janvier 1814, un deuxième mouvement d’indépendance a eu lieu à San Salvador, avec une large participation populaire, mais comme les précédents, il a fini par un fiasco. Santiago José Celís, l’un des chefs a été tué et les autres meneurs ont été arrêtés.

## Les évènements
En septembre 1821, la discussion s'est orienté vers une déclaration d’indépendance pure et simple de l’Espagne, et un document annonçant la loi a été rédigé et débattu. Le conseil du 15 septembre au cours duquel l’indépendance a finalement été déclarée a été présidée par Gabino Gaínza, et le texte de l’Acte lui-même a été rédigé par l’intellectuel et homme politique hondurien José Cecilio del Valle et signé par des représentants des différentes provinces d’Amérique centrale. La réunion a eu lieu au Palais national de la ville de Guatemala, dont le site est maintenant le parc du Centenaire.
La province de San Salvador a accepté la décision du Conseil guatémaltèque le 21 septembre, et l’Acte a été appuyé par les conseils provinciaux de Comayagua le 28 septembre et du Nicaragua et du Costa Rica le 11 octobre. Cependant, ces provinces étaient réticentes à accepter la primauté du Guatemala dans un nouvel État d’Amérique centrale, et la forme du nouveau régime qui succéderait à la capitainerie générale n’était pas du tout claire.
Le manque croissant de cohésion politique en Amérique centrale a pris de nouvelles formes après l’acceptation de l’indépendance. Les divisions au sein des centres urbains de San Salvador, Comayagua et Nicaragua ont engendrées de nouvelles partitions. Au Costa Rica, son isolement du reste de l’Amérique centrale combiné à sa loyauté antérieure envers l’Espagne et à la rivalité entre San José et Cartago l'aliénèrent du gouvernement du Guatemala. Alors que l’Amérique centrale faisait face à la désintégration, le succès du Mexique voisin dans sa propre guerre d’indépendance a conduit certains en Amérique centrale à y voir la meilleure chance de poursuivre l’unité de la région, tandis que d’autres souhaitaient une indépendance absolue pour leur propre profit, pour des raisons idéalistes, ou parce qu’ils craignaient que le Mexique ne puisse pas protéger leurs intérêts économiques.

## Domination mexicaine
Deux mois seulement après la signature de l’Acte d’indépendance de l’Amérique centrale en septembre 1821, Agustín de Iturbide, futur empereur mexicain, demanda officiellement l’annexion à l’Empire mexicain. Sa demande fut acceptée par la Junte consultive du Guatemala le 5 janvier 1822. Malgré cette acceptation par le gouvernement provisoire basé au Guatemala, le Salvador, le Costa Rica et certaines parties du Nicaragua ont résisté à l’annexion mexicaine, forçant les soldats mexicains et guatémaltèques ralliés à soumettre par la force les régions rebelles d’Amérique centrale.
Vicente Filísola, qui servait comme capitaine général des provinces d’Amérique centrale, a passé un peu plus d’un an à faire campagne pour annexer par la force El Salvador en février 1823. Au Costa Rica, le gouvernement a déclaré son indépendance du Mexique en octobre 1822, mais un coup d’État des monarchistes en mars 1823 a conduit au déclenchement d’une guerre civile. La bataille d'Ochomogo dépose le gouvernement monarchiste et rétablit le gouvernement sécessionniste. Pendant ce temps, une rébellion au Nicaragua dirigée par José Anacleto Ordóñez cherchait à renverser le gouvernement pro-mexicain en place.
Avant que Filísola ne puisse continuer au Nicaragua et au Costa Rica après sa victoire au Salvador, Agustín a été contraint d’abdiquer le trône impérial mexicain et de s’exiler le 19 mars 1823. En conséquence, Filísola cessa de poursuivre la conquête de l’Amérique centrale et convoqua un congrès des dirigeants politiques locaux pour déterminer l’avenir de l’Amérique centrale.

## Création de la République fédérale d'Amérique centrale
La session du congrès centraméricain commença le 29 juin 1823 en présence de représentants du Salvador, du Guatemala et du Mexique. Le Chiapas, le Costa Rica, le Honduras et le Nicaragua boycottent la conférence jusqu’à ce que Filísola démissionne de son poste de capitaine général et retire toutes les forces mexicaines d’Amérique centrale. le congrès s'autoproclame Assemblée nationale constituante d’Amérique centrale.
Le 1er juillet 1823, elle vote le décret d’indépendance absolue des provinces d’Amérique centrale, déclarant l’indépendance du Mexique et réaffirmant l’indépendance de l’Espagne. Le Chiapas, cependant, n’a pas rejoint la nouvelle Fédération et a choisi de rester uni au Mexique, décision confirmée lors d’un référendum le 26 mai 1824. 
Filísola et ses soldats se retirèrent du Guatemala et retournèrent au Chiapas le 3 août 1823. Les Provinces-Unies d’Amérique centrale, plus tard connues sous le nom de République fédérale d'Amérique centrale, ont continué d’exister jusqu’à leur effondrement en 1841 à la suite de deux guerres civiles pour former les États modernes du Costa Rica, du Salvador, du Guatemala, du Honduras et du Nicaragua.

### Source
- (en) Cet article est partiellement ou en totalité issu de l’article de Wikipédia en anglais intitulé « Act of Independence of Central America » (voir la liste des auteurs).

- (es) Cet article est partiellement ou en totalité issu de l’article de Wikipédia en espagnol intitulé « Independencia de Centroamérica » (voir la liste des auteurs).

- (en) Cet article est partiellement ou en totalité issu de l’article de Wikipédia en anglais intitulé « L’Amérique centrale sous domination mexicaine » (voir la liste des auteurs).